# Чернышёв, Михаил Алексеевич
Михаил Алексеевич Чернышёв (24 октября 1921 — 5 мая 2002) — командир отделения 133-го отдельного батальона связи 25-го гвардейского стрелкового корпуса 7-й гвардейской армии Степного фронта, гвардии старший сержант. Герой Советского Союза.

## Биография
Родился 24 октября 1921 года в городе Тамбове. Окончил 7 классов и школу ФЗУ. Работал слесарем на вагоноремонтном заводе.
В Красной Армии с марта 1942 года. В действующей армии с апреля 1942 года.
Командир отделения 133-го отдельного батальона связи гвардии старший сержант Михаил Чернышёв в ночь на 26 сентября 1943 года одним из первых переправился через реку Днепр в районе села Домоткань Верхнеднепровского района Днепропетровской области Украины и, проложив кабельную линию, установил связь десанта с командованием корпуса. В течение трёх суток гвардеец-связист обслуживал линию и обеспечил бесперебойную связь.
Указом Президиума Верховного Совета СССР от 26 октября 1943 года за образцовое выполнение боевых заданий командования и проявленные при этом мужество и героизм гвардии старшему сержанту Чернышёву Михаилу Алексеевичу присвоено звание Героя Советского Союза с вручением ордена Ленина и медали «Золотая Звезда».
После войны М. А. Чернышёв продолжал службу в армии. В 1945 году он окончил Ярославское интендантское училище. С 1949 года — в запасе. Жил в городе Ялта. До ухода на заслуженный отдых работал слесарем 8-го экспедиционного отряда «Подводремстрой». 
Умер 5 мая 2002 года. Похоронен в Симферополе.
Награждён орденами Ленина, Отечественной войны 1-й и 2-й степеней, Красной Звезды, медалями.